# Casper Terho
Casper Terho (Finlandia, 24 de junio de 2003) es un futbolista finlandés. Su posición es la de delantero y su club es el Oud-Heverlee Leuven de la Primera División de Bélgica.

## Trayectoria

### Klubi-04
Llegó al equipo en 2019 procedente del equipo sub-19 del HJK Helsinki. Su debut con el equipo fue el 17 de agosto ante el Vantaan arrancando como titular y completando todo el encuentro que el Klubi-04 terminaría empatando a dos goles.

### HJK Helsinki
Su debut con el primer equipo se da el 26 de agosto de 2020 en un encuentro de liga ante el SJK Seinäjoki entrando de cambio al minuto 80' por Dabid Browne, al final su equipo ganaría el encuentro (2-0).
Para la temporada 2021 se da su ascenso al primer equipo de manera oficial.

### Bélgica
El 29 de septiembre de 2022 el Union Saint-Gilloise hizo oficial su fichaje por tres temporadas y media a partir de enero de 2023. En dos años disputó 51 partidos y el 1 de enero de 2025 fue prestado al SC Paderborn 07. Tras esta cesión se marchó definitivamente al Oud-Heverlee Leuven.

## Estadísticas

### Clubes
Actualizado al último partido jugado el 19 de abril de 2025.
| Club                           | Div.          | Temporada     | Liga  | Liga  | Copas nacionales | Copas nacionales | Copas internacionales | Copas internacionales | Total | Total | Media goleadora |
| Club                           | Div.          | Temporada     | Part. | Goles | Part.            | Goles            | Part.                 | Goles                 | Part. | Goles | Media goleadora |
| ------------------------------ | ------------- | ------------- | ----- | ----- | ---------------- | ---------------- | --------------------- | --------------------- | ----- | ----- | --------------- |
| Klubi-04 · Finlandia           | 3.ª           | 2019          | 5     | 3     | ―                | ―                | ―                     | ―                     | 5     | 3     | 0,6             |
| Klubi-04 · Finlandia           | 3.ª           | 2020          | 10    | 9     | 1                | 1                | ―                     | ―                     | 11    | 10    | 0,91            |
| HJK Helsinki · Finlandia       | 1.ª           | 2020          | 3     | 0     | 0                | 0                | ―                     | ―                     | 3     | 0     | 0               |
| Klubi-04 · Finlandia           | 3.ª           | 2021          | 12    | 3     | ―                | ―                | ―                     | ―                     | 12    | 3     | 0,25            |
| Klubi-04 · Finlandia           | Total         | Total         | 27    | 15    | 1                | 1                | 0                     | 0                     | 28    | 16    | 0,57            |
| HJK Helsinki · Finlandia       | 1.ª           | 2021          | 12    | 2     | 3                | 0                | 3                     | 0                     | 18    | 2     | 0,11            |
| HJK Helsinki · Finlandia       | 1.ª           | 2022          | 26    | 4     | 5                | 1                | 6                     | 0                     | 37    | 5     | 0,14            |
| HJK Helsinki · Finlandia       | Total         | Total         | 41    | 6     | 8                | 1                | 9                     | 0                     | 58    | 7     | 0,12            |
| Union Saint-Gilloise · Bélgica | 1.ª           | 2022-23       | 6     | 2     | 0                | 0                | 2                     | 1                     | 8     | 3     | 0,38            |
| Union Saint-Gilloise · Bélgica | 1.ª           | 2023-24       | 21    | 3     | 3                | 0                | 8                     | 1                     | 32    | 4     | 0,13            |
| Union Saint-Gilloise · Bélgica | 1.ª           | 2024-25       | 9     | 0     | 1                | 0                | 1                     | 0                     | 11    | 0     | 0               |
| Union Saint-Gilloise · Bélgica | Total         | Total         | 36    | 5     | 4                | 0                | 11                    | 2                     | 51    | 7     | 0,14            |
| SC Paderborn 07 · Alemania     | 2.ª           | 2024-25       | 11    | 0     | ―                | ―                | ―                     | ―                     | 11    | 0     | 0               |
| SC Paderborn 07 · Alemania     | Total         | Total         | 11    | 0     | 0                | 0                | 0                     | 0                     | 11    | 0     | 0               |
| Oud-Heverlee Leuven · Bélgica  | 1.ª           | 2025-26       | 0     | 0     | 0                | 0                | ―                     | ―                     | 0     | 0     | 0               |
| Oud-Heverlee Leuven · Bélgica  | Total         | Total         | 0     | 0     | 0                | 0                | 0                     | 0                     | 0     | 0     | 0               |
| Total carrera                  | Total carrera | Total carrera | 115   | 26    | 13               | 2                | 20                    | 2                     | 148   | 30    | 0,21            |
| 1. 2. 3.                       |               |               |       |       |                  |                  |                       |                       |       |       |                 |

## Palmarés

### Campeonatos nacionales
| Título               | Club                 | País      | Año  |
| -------------------- | -------------------- | --------- | ---- |
| Veikkausliiga        | HJK Helsinki         | Finlandia | 2020 |
| Veikkausliiga        | HJK Helsinki         | Finlandia | 2021 |
| Veikkausliiga        | HJK Helsinki         | Finlandia | 2022 |
| Copa de Bélgica      | Union Saint-Gilloise | Bélgica   | 2024 |
| Supercopa de Bélgica | Union Saint-Gilloise | Bélgica   | 2024 |